# Cuisine népalaise

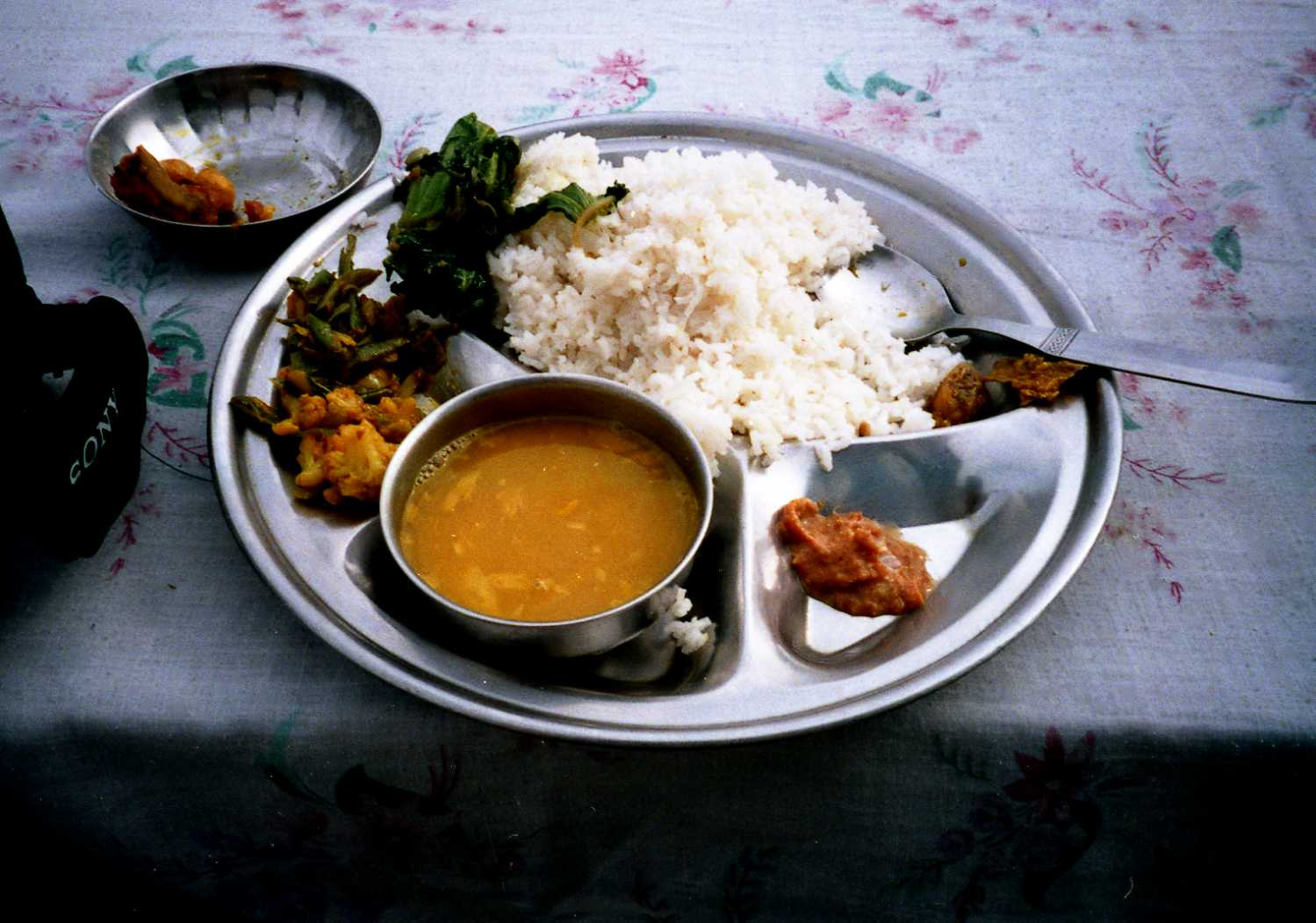
Le dal bhat, base de l'alimentation népalaise.

La cuisine népalaise est la cuisine du Népal. La diversité géographique et culturelle du pays fournit un espace suffisant pour une variété de cuisines basées sur l'ethnie, le terrain et le climat.

## Présentation

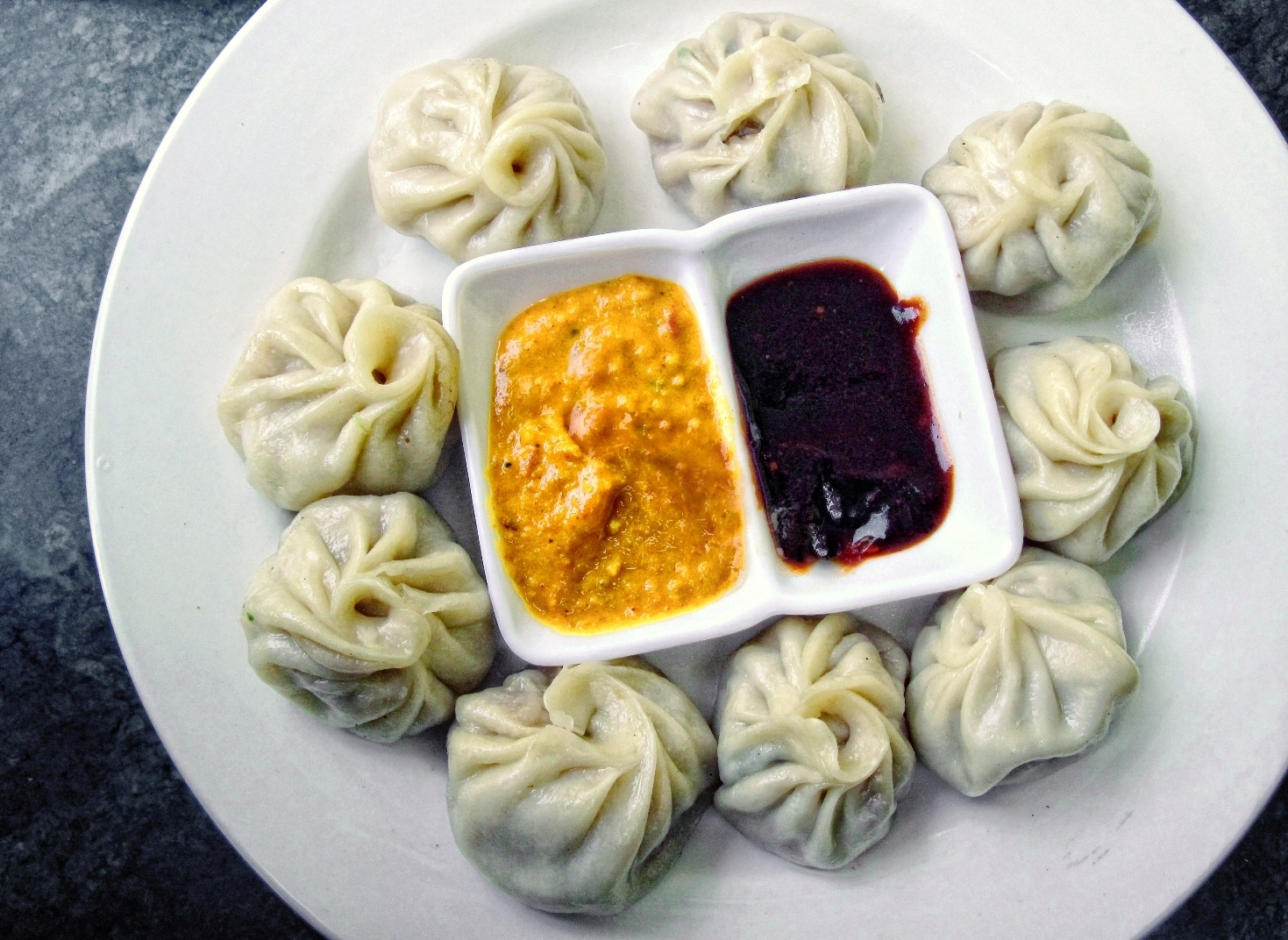
Présentation typique d'une assiette de momo, au Népal, servis avec une sauce jaune au sésame et une sauce rouge à l'ail et au piment.

La diversité culturelle et géographique du Népal est à l'origine d'une variété de cuisines, fondées sur l'origine ethnique, la nature du sol et le climat. Le caractère subtropical de ce dernier permet une agriculture intensive, dont le riz, les lentilles, le maïs, le blé et les pommes de terre sont les principales productions.
Fortement végétarienne, la cuisine népalaise est basée sur l'utilisation du riz et des lentilles. Elle emprunte, à la fois, des traditions culinaires indienne et tibétaine, dont l'influence remonte au Moyen Âge.

## Ledal bhat
Le plat national est le dal bhat (népalais : दाल भात तरकारी), appelé « thali » par les Newars, composé de riz blanc (bhat) et de lentilles (dal). Les lentilles, cuites à l'eau, comme le riz, sont servies épicées, dans un bol, avec leur jus de cuisson et on les mélange avec le riz, afin de rendre celui-ci moins sec et moins fade. Les lentilles sont noires, rouges ou jaunes.
On accompagne, en général, le plat avec un curry de légumes (tarkari) et d'ingrédients épicés, achards (népalais : अचार) ou chutneys (népalais : चटनी). Ces assaisonnements se comptent par milliers. D'autres accompagnements sont les tranches de citron (kagati), de lime (nibua) ou les piments frais (khursani).
Parfois, le dal bhat est servi avec de la viande d'agneau, de porc ou de bœuf, ou du poulet. On peut aussi associer des légumes verts, généralement des épinards (sak). Le dal bhat est consommé par les Népalais lors des deux repas quotidiens. C'est, souvent, le plat unique.

## Différentes cuisines

### Cuisine khas

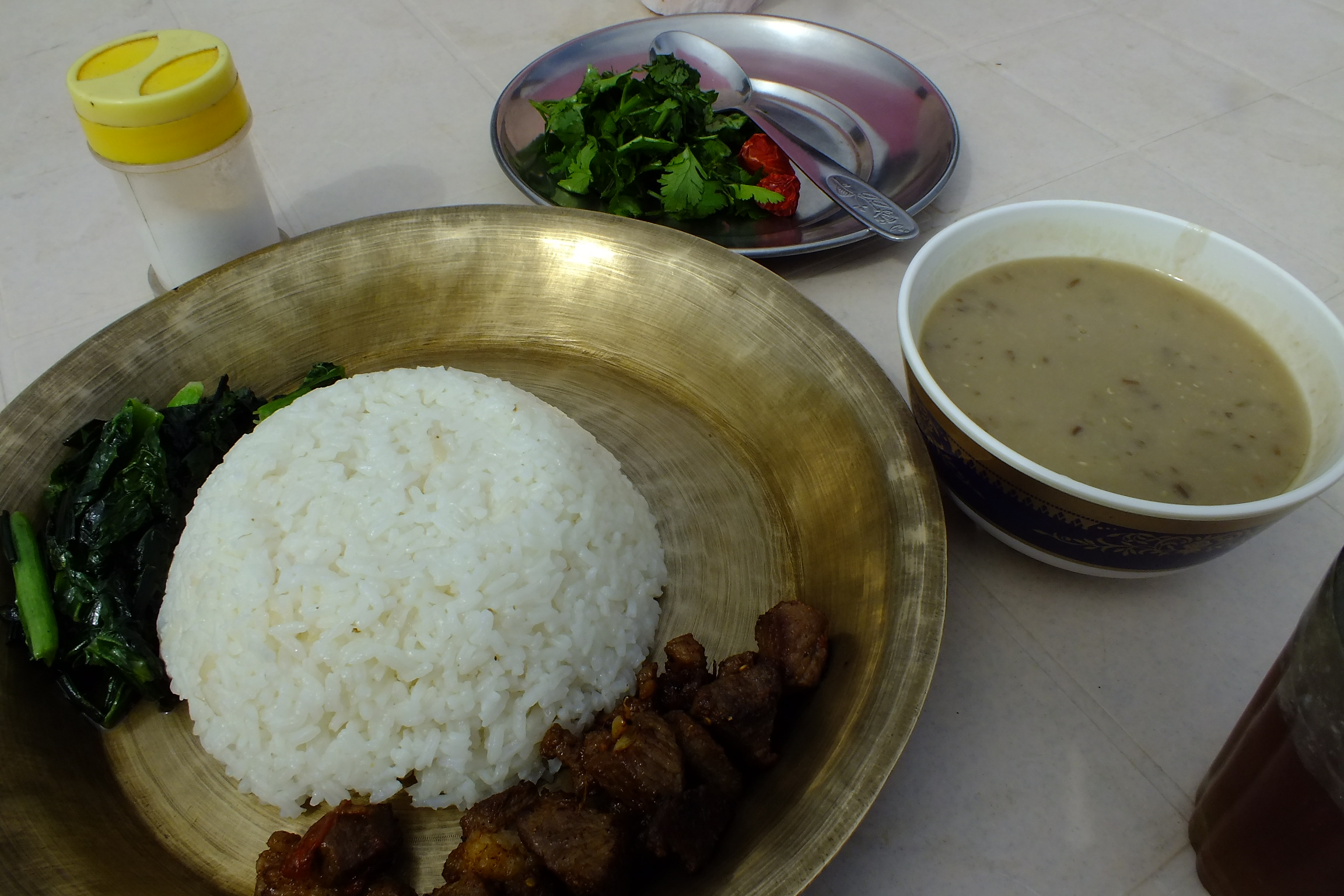
Dal-bhat tarkari.

La cuisine khas (ou paharie) est conforme aux restrictions alimentaires des hindouistes des collines centrales. Le dal-bhat tarkari est le repas standard, consommé deux fois par jour. Le tarkari peut être accompagné d'épinards ou de légumes verts (sak), de légumes verts fermentés et séchés (gundruk ou sinki,), de radis daikon (mula), de pommes de terre (alu), de haricots verts (simi), de tomates (golbeda), de chou-fleur (kauli), de chou (bandakopi), de citrouille (pharsi), etc.
Cependant, avec la pénurie de terrains propices à l'établissement de rizières irriguées, les autres céréales complètent la diète, ou même dominent la consommation. Le blé est consommé sous forme de pain de blé plat, sans levain (roti ou chapati). Les brahmanes[réf. nécessaire] (bahuns) et les kshatryas des collines ont toujours mangé de la viande de chèvre[réf. nécessaire] (khasi) et du poisson. Le maïs (makai), le sarrasin (fapar), l'orge (jau) ou le millet (kodo) servent à produire des bouillies comparables au porridge (dhido ou ato).
Le yaourt (dahi) et les currys de viande (masu) ou de poisson (machha) sont servis en accompagnement, lorsqu'ils sont disponibles. Les viandes (masu) varient selon les traditions culinaires de chaque région. Les plus courantes sont le poulet, le mouton, le buffle ou le porc. Épicées ou préparées en curry, elles sont servies en sauce, accompagnées de riz. Le poulet (kukhura) et le poisson sont, généralement, consommés par tous, à l'exception de la caste des brahmanes (bahuns), qui se limite à la consommation de viande de chèvre (khasi). Les hindouistes pratiquants ne mangent jamais de viande de bœuf (gaiko masu), à l'exception des intouchables (dalits), qui mangent parfois les animaux morts de causes naturelles.
Dans les communautés paharies, le porc domestique (sungurko masu) n'est traditionnellement consommé que par les Magars, les Kirats et les Dalits. Cependant, le sanglier (bangur ko masu) est traditionnellement chassé et mangé par les kshatryas. Une souche dérivée du sanglier est maintenant élevée en captivité pour sa viande, qui est de plus en plus populaire auprès des ethnies et castes Paharies qui n'ont pas l'habitude de manger du porc.

### Cuisine newar
Les Newars constituent un groupe ethnique initialement installé dans la vallée de Kathmandou, mais que l'on rencontre maintenant dans les villes commerciales des collines du centre (collines au pied de l'Himalaya, vers 2 000 mètres d'altitude). Ils proposent des mets très variés. Cette variété est importante dans les traditions newars. La cuisine newar utilise de nombreuses préparations fermentées. Dans la fertile vallée de Katmandou et de Pokhara, où le riz peut être transporté, à bon marché, par camion, les agriculteurs trouvent plus rentable de produire des céréales pour le marché local. La cuisine y est beaucoup plus variée que dans la région, plus isolée, des collines où la maximisation de la production de céréales reste une question de survie.
Parmi les plats végétariens classiques, on peut citer deux plats à base de pommes de terre : la galette (alu parautha) et les pommes de terre aux pousses de bambou (alu tama). Cette recette particulière est la seule, en Asie, à associer les pousses de bambou à un curry. Il y a aussi le wo, le chatamari, qui peut être consommé seul ou accompagné de viande hachée, simple, d'œufs ou de légumes, le yomari, le paun kwa, le pancha kwa, le mee kwa, le hyela, et d'autres plats avec divers légumes et haricots.
La cuisine newar utilise la viande de buffle comme ingrédient principal dans divers plats traditionnels, comme le choyla, une viande grillée, marinée dans de l'huile assaisonnée de moutarde. Le chatamari consiste en un pain plat, fait à partir de farine de riz, servi, parfois, avec une garniture (viande, légumes, œufs, sucre…). D'autres plats sont le kachila, le kawaf, le janla, le takha, le nya-khunha, le takula, le chikula, le wo lapi, le khago, le syapumhicha, le tisya, le nhepu, le chohi, le soo, le samai baji, le haku choyla, le butan et le yo mari.
L'achard le plus largement utilisé est la salade composée aux pickles, préparée en mélangeant des pommes de terre, des graines de sésame, du concombre et d'autres légumes crus de saison. Un autre célèbre achard non végétarien populaire est à base de tomates et de poisson séché. Pour les végétariens, le poisson séché peut être remplacé par du tofu frit ou du fromage cottage. Le lapsi est un autre ingrédient utilisé pour les achards. Il peut être mélangé avec des légumes de saison et des fruits ou être employé seul. Comme boisson gazeuse, une bière de riz connue sous le nom de tho est consommée. La boisson forte est l'aela. Les douceurs typiques sont le jelabi, le laddus et les mukdals.

### Cuisines ethniques des collines du centre

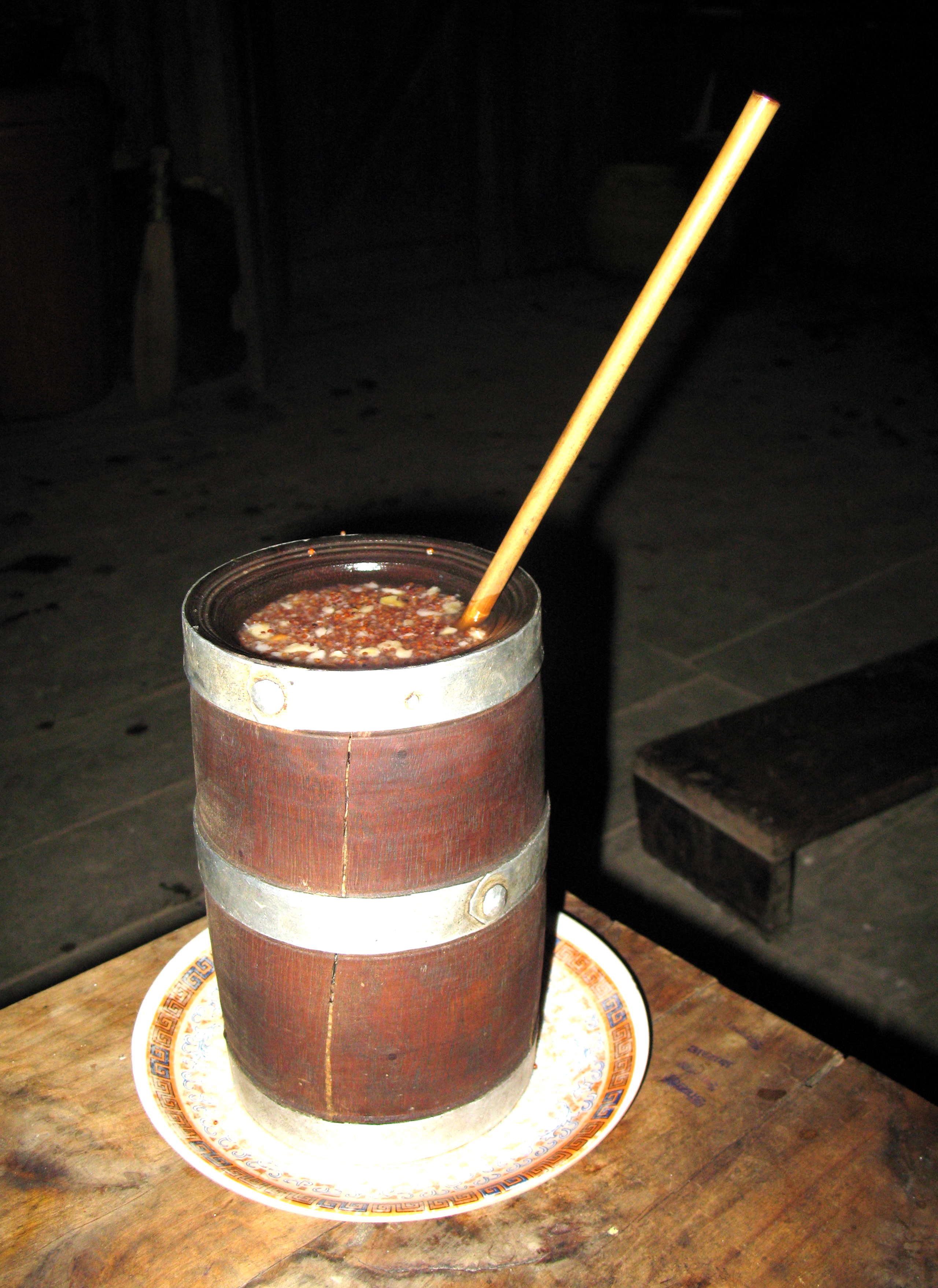
Bière de millet tongba.

Les viandes de buffle et de porc sont consommées par de nombreux janajati (groupes indigènes dont les costumes dévient des normes hindouistes à des degrés divers). Au cours de la guerre civile népalaise, les Magars (et peut-être d'autres groupes ethniques, dans les zones sous contrôle des rebelles) ont commencé à manger du bœuf, en opposition ostensible à la domination hindouiste de longue date. Plus traditionnellement, les Magars mangent du porc, mais pas de buffle d'eau, alors que les Gurungs, superficiellement similaires, font le contraire. Plus à l'est, les Tamangs, les Rais et les Limbus ont des plats ethniques uniques, notamment les graines de soja fermentées, le yangben, un type particulier de mousse, les préparations de pousses de bambou, le pain à base de millet ou de sarrasin et une boisson traditionnelle limbu, le tongba (bière de millet).

### Cuisine du Teraï

#### Teraï extérieur
Dans le Teraï extérieur, au sud des collines du Siwalik, les cuisines sont celles des régions adjacentes de l'Inde : la cuisine maithili à l'est, la cuisine bihari dans le centre et la cuisine bhojpuri au centre-ouest. Plus à l'ouest, la cuisine awadhi est influencée par les cuisines uttar-pradeshi et même mughlai. En particulier, elle est consommée par l'importante population musulmane autour de Nepalganj et au-delà. Les diètes, dans le Teraï, sont plus variées que dans les collines du centre, en raison de la plus grande variété de plantes cultivées localement, ainsi que des cultures de rente importées des microclimats plus froids, dans les régions de collines proches, ainsi que de différentes parties de l'Inde. Les fruits couramment cultivés, dans la région du Teraï, sont la mangue (aam), le litchi, la papaye (armewa ou papeeta), la banane (kera ou kela) et le jacquier (katahar ou katahal).

#### Teraï intérieur
Les vallées du Teraï intérieur, entre les Siwalik et le massif du Mahabharat, étaient, à l'origine, sévèrement impaludées et principalement peuplées par les Tharus, génétiquement résistants. Ils ont une cuisine distinctive, mais mal documentée. Les Tharus consomment de grandes quantités de poissons des rivières locales et sont même réputés manger des rats et des escargots, que consomment également quelques autres castes du Teraï. La lutte contre le paludisme, à partir des années 1950, a entraîné l'immigration de colons avides de terre, venus des collines, et de familles de marchands indiens dans les villes, qui ont apporté avec eux leurs cuisines indigènes.

### Cuisine de l'Himalaya

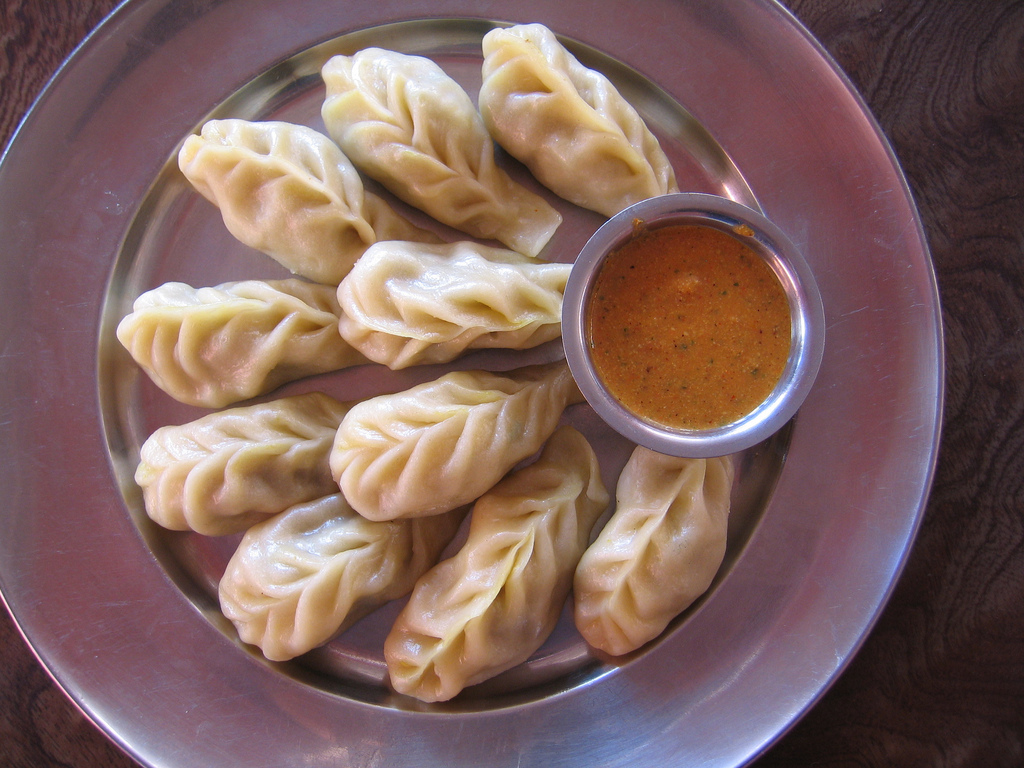
Assiette de momo, au Népal.

On trouve fréquemment, au Népal, des plats d'origine tibétaine. Ceux-ci sont consommés par les groupes ethniques de culture tibétaine, dans l'Himalaya et le Trans-Himalaya. Le sarrasin, l'orge et le millet, grains résistant au froid, sont souvent transformés en nouilles ou en tsampa (farine grillée), ainsi qu'en boissons alcoolisées. Les pommes de terre sont une autre base culturelle importante de la nourriture. Des quantités substantielles de riz sont importées des basses terres. La viande de yak et, éventuellement, d'hybrides de yak et de vache, peut être utilisée, ainsi que leur lait.
Parmi les plats les plus courants, on trouve la soupe aux lentilles ou aux pois cassés et les nouilles tibétaines, accompagnées de légumes aux œufs (chowmein). Les momo (népalais : म:म), raviolis initialement fourrés à la viande de bœuf, mais que l'on trouve maintenant remplis de viande de poulet ou de chèvre, de légumes, de fromage, de pomme de terre…), sont servis bouillis ou frits, assaisonnés avec des épices indiennes. Ils se retrouvent fréquemment dans la cuisine newar.

### Cuisine thakali
Cette cuisine, qui fait la transition entre les cuisines de l'Himalaya et des plaines, est consommée par le peuple thakali (en), d'origine tibétaine, qui s'est installé dans la vallée de Thak-Khola (en) (Haute-Gandaki), une ancienne route commerciale relativement facile à travers le haut Himalaya. Le yak et un hybride de yak et de vache, appelé localement jhopa, sont consommés par les castes inférieures. Deux types de moutons, appelés bheda et chyangra (ou chiru) ont été importés du Tibet proprement dit. La cuisine thakali utilise également le sarrasin, l'orge, le millet et le dal, cultivés localement, ainsi que du riz et du dal importés des régions du sud plus basses en altitude. Comme la majorité des Thakalis pratique le commerce, elle peut importer des fruits et légumes des régions plus basses. Une grande variété de légumes est consommée quotidiennement. Certains, surtout le radis et la betterave, sont séchés et souvent préparés avec du mouton. Une soupe à base d'épinards, appelée gyang-to, est servie avec une pincée de timur-ko-choup, un condiment préparé à partir de poudre de piment rouge, de poivre noir, de sel et d'herbes locales. La cuisine thakali est très populaire dans les villes du Népal et on la trouve dans un certain nombre de restaurants à Katmandou et Pokhara.

### Grignotines

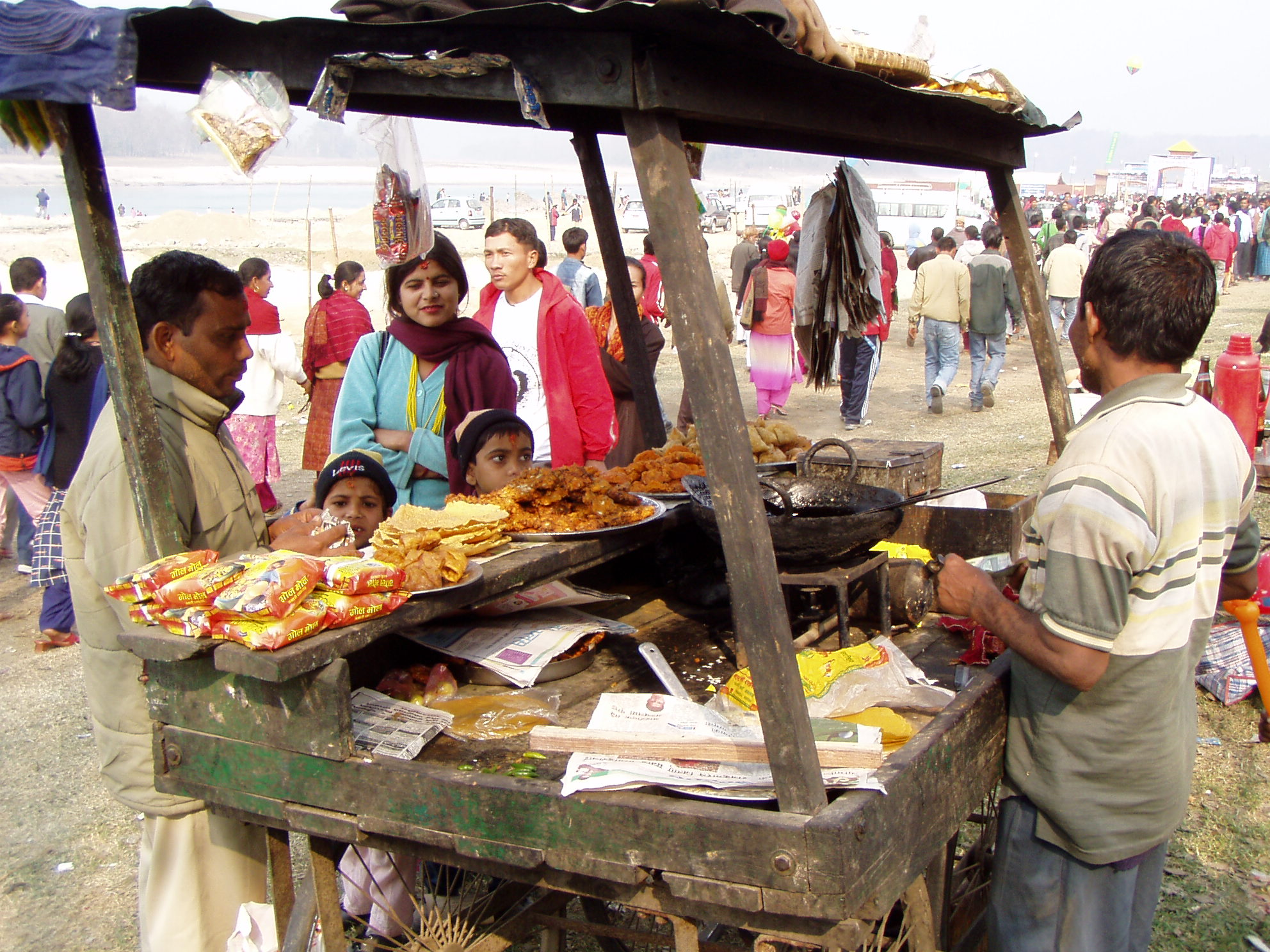
Un vendeur de rue.

On trouve, dans les rues des villes, de nombreuses échoppes proposant des grignotines : le maïs éclaté ou séché, appelé khaja (littéralement, « manger et courir »), le riz battu (chyura), le soja grillé à sec (bhatma, népalais : भटमास), les lapsis (bonbons aux fruits séchés), le wai wai (népalais : वाइ वाइ), des aliments indiens comme le samosa et des desserts indiens. Des produits internationaux, comme les biscuits emballés, les chips (de marques locales ou internationales) ou les nouilles instantanées, préparées avec des épices indiennes se sont généralisés.

### Autres plats
Les soupes sont très courantes : à la tomate, aux champignons, aux légumes ou aux nouilles. On trouve également des rouleaux de printemps aux légumes. Les nouilles de l'Himalaya peuvent être frites (thukpa) ou bouillies (chow-chow). Le pulao est un riz frit, assaisonné au curcuma et au cumin.
Le bhutuwa est une friture de viande ou de légumes, alors que, dans le sekuwa, ces ingrédients sont grillés. Les Népalais préparent aussi des ragoûts de viande ou de légumes avec des fèves germées, appelés quantees. Dans les régions de montagne, on trouve des lamelles de viande séchée et fumée (sukuti). Le taas, créé par le restaurant Bhet Ghat, de Narayanghar (Chitwan), est devenu rapidement populaire. Cette préparation de viande de chèvre grillée est consommée, généralement, avec du riz soufflé (muri ou bhuja).
- Beignets.
- Chura : riz pilé.
- Fromage séché.
- Patre[13].
- Porc haché.
- Salade de pommes de terre.
- Sel roti[13].
- Yaourt aux fruits.

## Ingrédients

### Légumes
Les légumes sont, généralement, produits localement, dans de petites exploitations, avec très peu d'intrants : riz, carottes…

### Fruits
Les fruits traditionnellement cultivés sur les collines comprennent la mandarine (suntala), le combava (kaguti), le citron (nibuwa), la poire asiatique (nashpati) et la baie de myrica (kaphal).

### Assaisonnements
La cuisine népalaise utilise de nombreuses épices et assaisonnements : l’ail, le gingembre, le cumin, la coriandre, le curcuma (anglais : turmeric), le masala, le curry, la cannelle, le poivre noir (notamment celui du Sichuan, appelé timut), les piments (anglais : chili), les oignons, les oignons verts, la noix de muscade, les feuilles de laurier, l’huile de moutarde, les cornichons fermentés, le beurre clarifié (ghee) et, parfois, le beurre de yak. Le jimbu est une herbe de l'Himalaya, employée fraîche ou séchée.

## Préparation

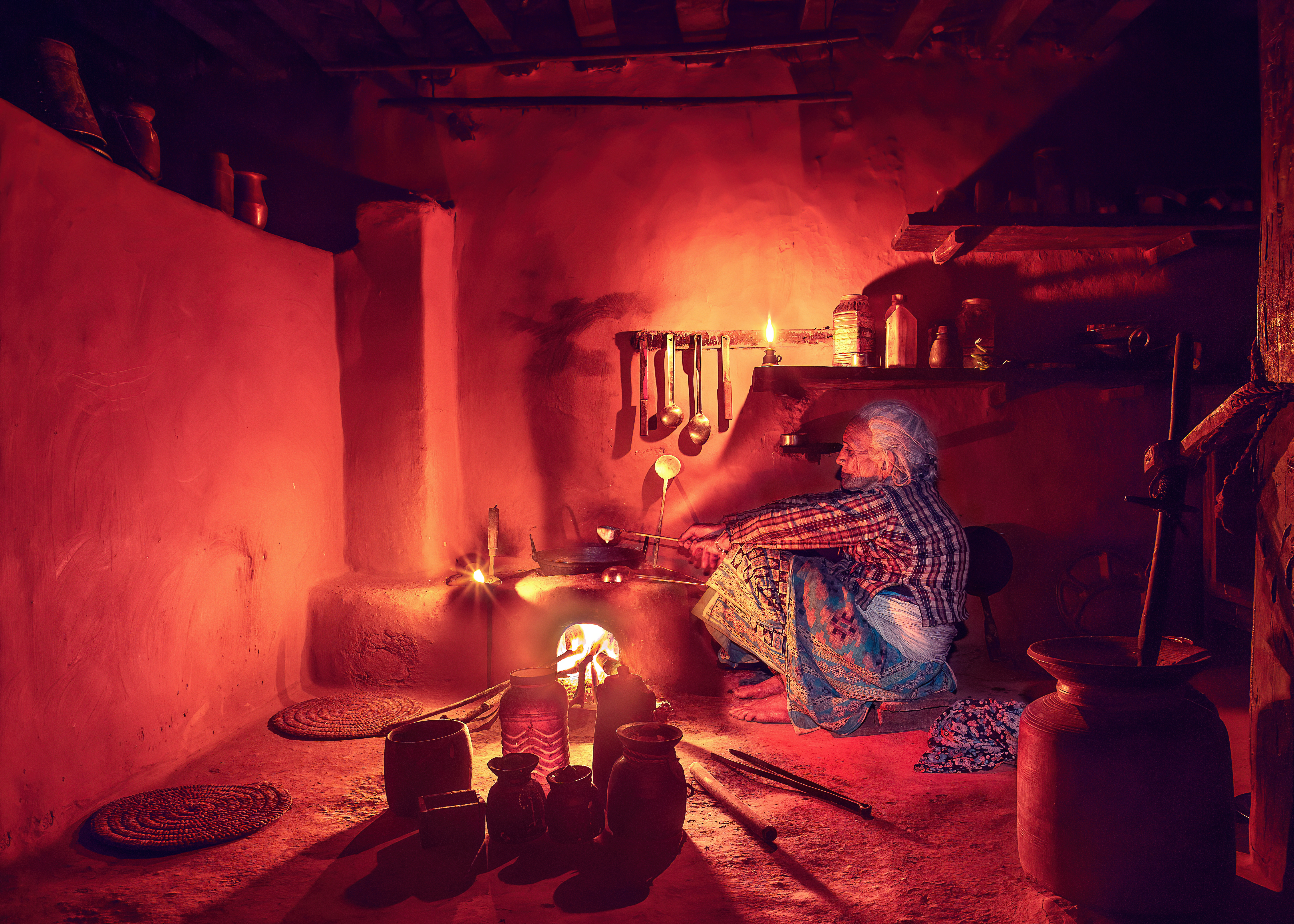
Préparation des repas dans une cuisine traditionnelle.

La cuisson se fait, généralement, sur des feux de charbon de bois, ou sur des réchauds à gaz ou au kérosène. Elle se fait fréquemment en plein air. En altitude, on rencontre parfois des cuiseurs solaires. Des feuilles dures sont utilisées pour couvrir la nourriture. Des paniers en bambou sont utilisés pour certaines cuissons.
Les préparations de base sont les ragoût (currys), les sautés (bhuteko), les grillades (sekeko ou poleko), le fumage (sukaeko), la friture (tareko), le braisage (usineko), le marinage (sadheko), le revenu (jhaneko) et la cuisson à la vapeur (baphaeko).

## Étiquette et prescriptions religieuses
Les Népalais, font, en général, deux repas par jour, consistant, la plupart du temps, en dal bhat. Les repas sont traditionnellement consommés assis ou accroupi, bien que les restaurants urbains ont des tables et des chaises. Le bhat (riz bouilli) ou d'autres céréales, comme le maïs ou l'orge, ou une pile de roti (pain sans levain rond et mince) est servi sur un thali, plateau à rebord en laiton ou en acier inoxydable, d'environ 30 cm de diamètre, muni d'alvéoles. Le riz est entouré par de petits monticules de légumes préparés, de condiments frais ou de cornichons en saumure, et, parfois, de lait caillé ou de yaourt, de poisson ou de viande. Le dal, qui a la consistance d'une soupe, et les légumes cuits à la sauce peuvent être servis séparément, dans des petits bols, pour être versés sur le riz. À table, il n'y a pas de couverts, bien qu'on en trouve dans les restaurants européanisés. Depuis des millénaires, la nourriture est prise et portée à la bouche avec les doigts de la main droite. La main gauche, traditionnellement utilisée à certaines fins hygiéniques, ne doit jamais toucher la nourriture, mais peut déplacer les tasses et les verres. La main droite doit être rincée avant et après avoir consommé les aliments.
L'eau elle-même est fortement soumise à la pollution rituelle et les récipients, aussi bien que l'eau, peuvent être impurs. Les récipients en bois ou en argile qui ont été utilisés doivent être jetés, alors que les récipients métalliques subissent un nettoyage rituel. Les Népalais boivent souvent l'eau potable en la versant dans leur bouche, plutôt que de toucher leurs lèvres avec le récipient. Cela évite de polluer le récipient et l'eau restant à l'intérieur.
Les grains cuits à sec, y compris le riz battu, le soja et le maïs grillés, sont moins sujets à la pollution rituelle. Il en est de même pour le riz au lait, cuit dans du lait plutôt que de l'eau (khir), et pour les fruits crus. Ces aliments peuvent être acceptés de n'importe quelle caste propre, mais pas des intouchables.
Les étrangers et les membres de nombreux janajati (groupes ethniques autochtones non formellement absorbés dans le système orthodoxe de castes) occupent une place ambiguë. Ils ne sont, ni totalement intouchables, ni totalement « propres ». Ils peuvent ne pas être les bienvenus à l'intérieur des maisons de la caste supérieure et ne doivent pas présumer d'entrer sans y être invités (et pas seulement invités à s'asseoir à l'extérieur, sous le porche). Les hindouistes de haute caste peuvent totalement refuser de manger avec eux, ou peuvent éviter de manger les aliments les plus exposés à la pollution rituelle.
Les violations de l'étiquette alimentaire ont été érigées en infractions pénales dans le Muluki Ain, le corpus principal de droit civil, en 1854, et non dépénalisées jusqu'en 1962. Depuis 1962, les coutumes discriminatoires sont tombées en désuétude chez les Népalais instruits et urbains, mais continuent souvent à prévaloir dans les campagnes, surtout chez les brahmanes et les thakuris les plus âgés. Les invités et les visiteurs doivent essayer de se conformer aux coutumes alimentaires traditionnelles, sauf indication contraire claire par leurs hôtes.
L'interdit de la manipulation ou la cuisson des aliments par une autre caste n'est plus guère observé, en raison de l'existence des restaurants, des vendeurs de grignotines en bordure de route, des restoroutes appelés « hôtels », de l'absence de disponibilité de serviteurs brahmanes, mais les Népalais respectent encore l'usage de la main gauche et le jutho, lorsqu'ils mangent. Les étrangers et les membres de nombreuses janajati peuvent encore se voir interdire de toucher les ustensiles de pooja ou de les nettoyer.

## Boissons

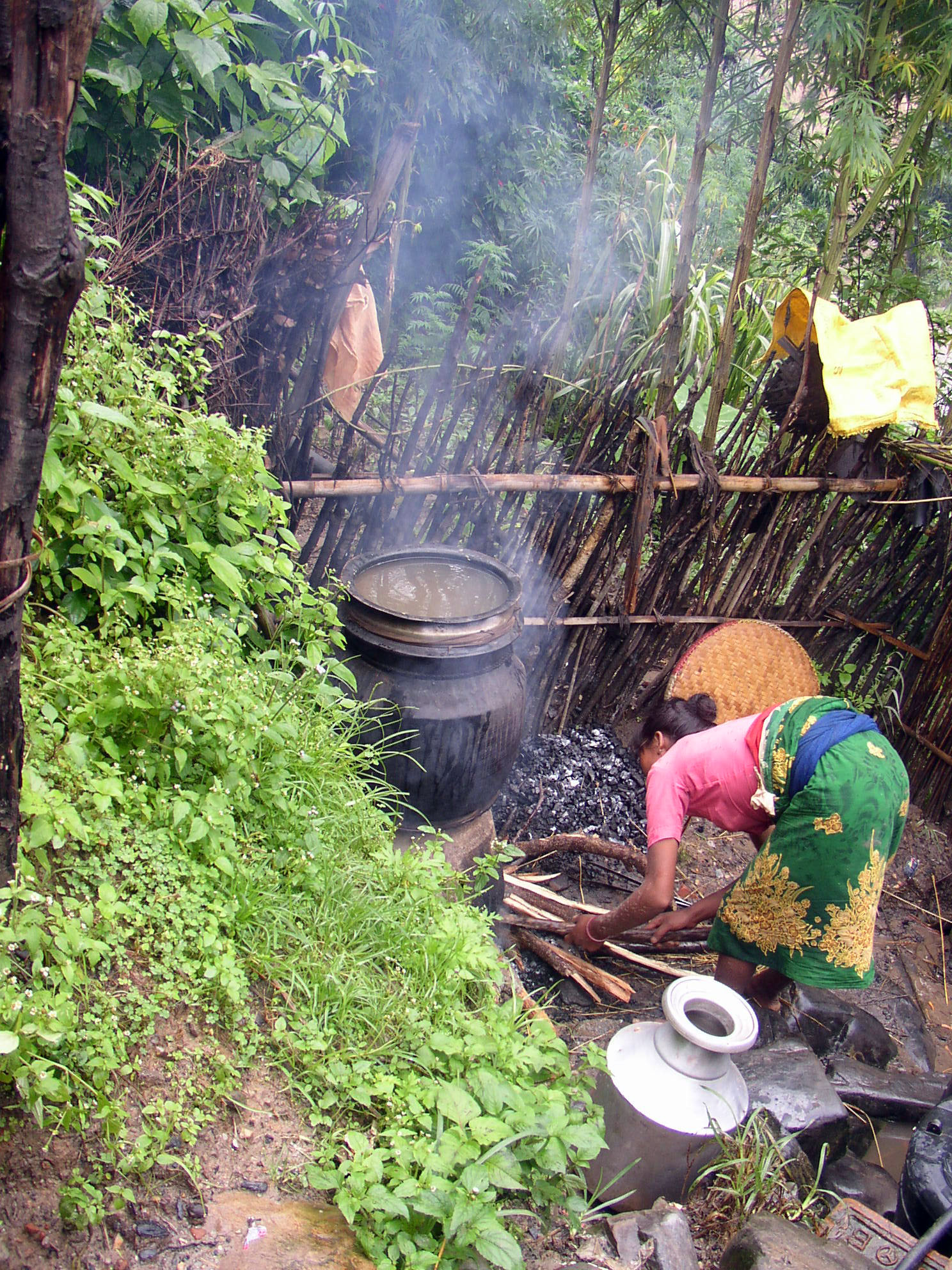
Distillerie de rakshi.

- Bière : le Népal produit des bières blondes légères[12] (Everest, Nepal Ice et Gorkha).
- Chang : bière tibétaine, produite par fermentation de l'orge.
- Jard : bière artisanale à base de riz.
- Lassi : boisson à base de yaourt[7].
- Mahi : babeurre.
- Raksi : alcool de riz ou de millet népalais, fabriqué dans des distilleries rudimentaires. Il n'est consommé que lors des fêtes et uniquement par les hommes[5]. Il est produit domestiquement[8].
- Sarbat : jus de canne à sucre.
- Thé (tchya) : c'est la boisson nationale népalaise. Il est servi sucré, avec du lait (dou tchiya). Le nepali tea est épicé avec des clous de girofle ou de la cardamome[7]. On trouve également le thé tibétain, salé et additionné de beurre de yak.
- Tho : bière blanche, à base de riz[1].
- Tongba : cette boisson traditionnelle des Limbus est une bière produite par la fermentation des graines de millet. Elle est consommée chaude et bue avec une paille[5] de bambou[1], spécialement durant l'hiver[8].